# Renata Reisfeld

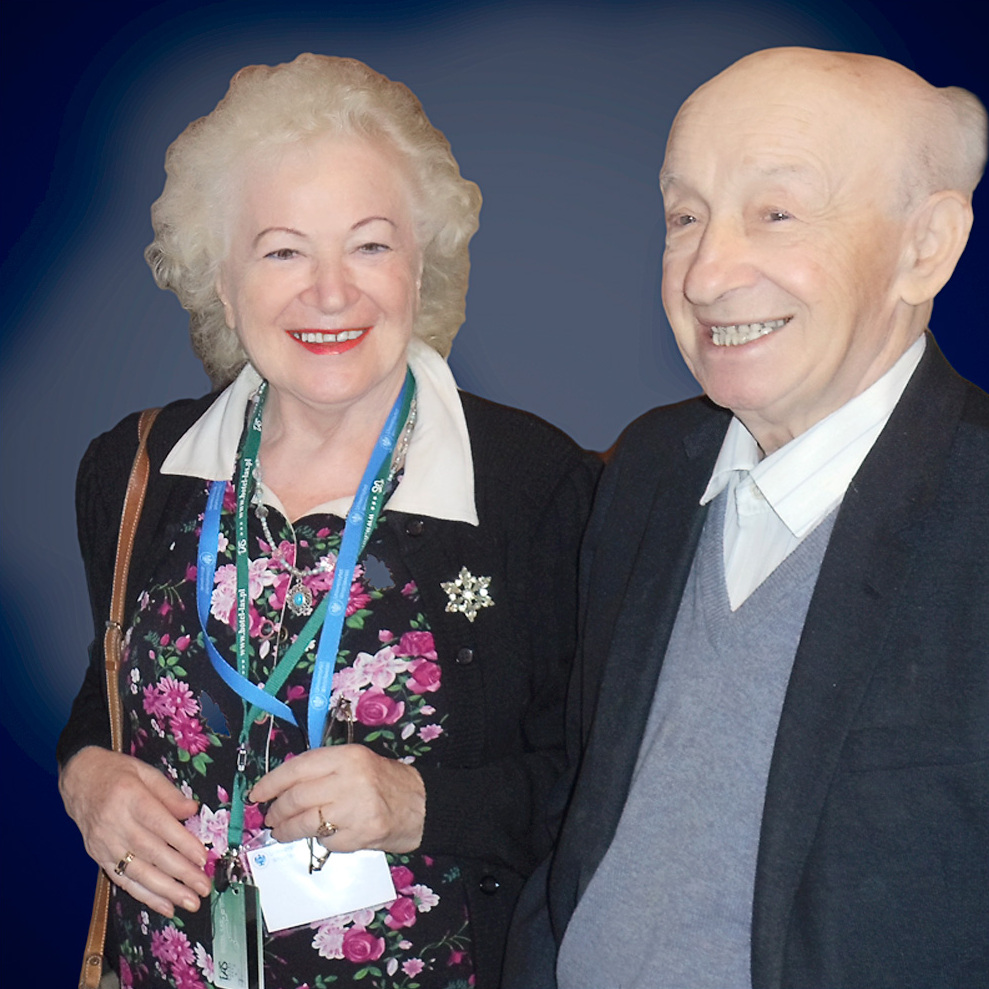
Renata Reisfeld mit ihrem Ehemann Eliezer

Renata Reisfeld geborene Sobel (* 1930 in Polen) ist eine israelische Chemikerin, die besonders über Solartechnologie forscht.

## Leben
Reisfeld wurde in Polen geboren und kam 1950 nach Israel, wo sie an der Hebräischen Universität in Jerusalem studierte. Später wurde sie dort Professorin für Chemie.
Sie ist eine Pionierin (ab 1978) in der Entwicklung Lumineszierender Solarkonzentratoren und befasst sich mit Photovoltaik, antireflektierenden optischen Beschichtungen, Nanoteilchen und dem Sol-Gel-Prozess, Seltenen Erden, Glasfaseroptik und Festkörperlasern. Von ihr stammen über 500 wissenschaftliche Veröffentlichungen und mehrere Patente.
Mit dem Professor in Lyon Georges Boulon organisierte sie mehrere israelisch-französische Konferenzen über Festkörperlaser.
2007 bis 2010 war sie leitende Wissenschaftlerin der Firma GreenSun Energy.
Sie ist Ehrendoktorin in Lyon, Bukarest und der Polnischen Akademie der Wissenschaften in Breslau. 2010 erhielt sie die Goldmedaille der Universität Breslau.
Sie ist verheiratet und hat zwei Söhne.

## Schriften
- mit Samuel Neuman: Planar solar energy converter and concentrator based on uranyl-doped glass, Nature, Band 274, 1978, S. 144–145.
- mit Yehoshua Kalisky: Improved planar solar converter based on uranyl neodymium and holmium glasses, Nature, Band 283, 1980, S. 281–282.
- New developments in luminescence for solar energy utilization, Optical Materials, Band 32, 2010, S. 850–856.
- mit Dimitri Shamrakov, Christian Jørgensen: Photostable solar concentrators based on fluorescent glass films, Solar Energy Materials and Solar Cells., Band 33, 1994, S. 417–427.
- mit Christian Jørgensen: Luminescent solar concentrators for energy conversion, Structure and Bonding, Band 49, 1982, S. 1–36.
- mit Christian Jørgensen: Lasers and Excited States of Rare Earths, Inorganic Chemistry Concepts, Springer 1977, 1982.
- mit Michael Gaft, Gerard Panczer: Modern Luminescence Spectroscopy of Minerals and Materials. Springer 2005, 2015.